# Mauro Lustrinelli
Mauro Lustrinelli, né le 26 février 1976 à Bellinzone, dans le canton du Tessin, est un footballeur international suisse qui évolué au poste d'attaquant. Il entraîne aujourd'hui le FC Thoune.

## Biographie
Mauro Lustrinelli reçoit 12 sélections en équipe de Suisse. Avec cette équipe il participe à la Coupe du monde 2006 organisée en Allemagne, atteignant le stade des huitièmes de finale. Il dispute deux matchs dans cette compétition : un face au Togo et l'autre face à l'Ukraine.
En club, il joue principalement en faveur de l'AC Bellinzone, du FC Wil et du FC Thoune.
En 2012, il prend sa retraite sportive et intègre le staff du FC Thoune. Il succède à Bernard Challandes à la tête de l'équipe bernoise pour un match face au FC Bâle avec à la clé une victoire 3-2.
Il a été l'entraîneur de l'équipe suisse des moins 21 ans (M21) de 2018 à 2022.
Depuis juin 2022, il est l'entraîneur du FC Thoune où il a signé un contrat de 3 ans avec le club qui évolue actuellement en Challenge League,,.

## Clubs
- 1994-2001 : AC Bellinzone -  Suisse
- 2001-2003 : FC Wil -  Suisse
- 2004-2005 : FC Thoune -  Suisse
- 2006- janv. 2007 : Sparta Prague -  République tchèque
- janv. 2007-2009 : FC Lucerne -  Suisse
- 2009-.. : AC Bellinzone -  Suisse
- → 2010 : BSC Young Boys -  Suisse
- 2011-2012 : FC Thoune -  Suisse

## Palmarès
- Champion de Tchéquie en 2007 avec le Sparta Prague